# 麒麟麦酒の商品一覧
麒麟麦酒の商品一覧（きりんびーるのしょうひんいちらん）は、麒麟麦酒（キリンビール）から販売されている商品および過去に販売されていた商品の一覧である。

## 現行商品

### ビール
☆が付与されたビールは熱処理ビール
キリンラガービール
同社の基幹商品であり、他社が熱処理をしない生ビールに移行する中で、伝統の「熱処理醸造」にこだわりつづけていたが、1996年（平成8年）2月以降からは熱処理醸造を用いない生ビールとなっている。アルコール度数は5.0パーセント。
1980年代後半に発生したドライ戦争の影響で急務となった同社のビール事業戦略見直しの一環として、1988年（昭和63年）6月に「キリンビール」の個性を明確化するため「キリンラガービール」に名称を変更し、1989年（平成元年）2月にラベルの表記も変更している。
名称となっているラガーの本来の意味は「熱処理醸造」ではなく「熟成」（下面発酵で醸造されるビールのスタイル）であり、生ビール切替の際に同社はこの点を強調して説明しており、誤解されないように広告やラベル裏面にも表記し周知徹底を図っていた。
1996年（平成8年）までの45年間、首位銘柄を保っていた。ブランド別ビール類販売数量順位において、2008年第5位（ビールに限定すると3位）、2009年上半期第7位（ビールに限定すると4位）。
缶のデザインは不定期で刷新されているが、瓶のラベルは1957年（昭和32年）に現行のデザインの原型を完成させ、1984年のCI導入（ラベルの変更は1987年）、1989年の商品名変更を経て、1994年の瓶と缶のデザインの集約の際に、現在のデザインに変更されている。その後外周部の文字変更はあるが2013年（平成25年）2月現在でも同じデザインを継続している。
1998年（平成10年）には110周年記念として、1社提供のバラエティ番組「タモリのネタでNIGHTフィーバー!」のみ、当日限りの60秒バージョンのCMを流したり、ラベルの復元バージョンのプレゼントを行った。
2010年（平成22年）2月中旬に味覚のブラッシュアップ（例・ホップの使用量の増加と投入時期の最適化など）を行い、缶製品のみ佐藤可士和による新デザインに変更。
2020年　(令和2年)　7月中旬には10年ぶりにリニューアル (例・26年ぶりに瓶と缶のデザイン集約・ホップの増量と配合の調整・缶の中央の帯部分の英文表示が｢ラガービール｣から｢キリンラガー｣に変更・缶蓋に金蓋を採用、オーバルのバナーの下半分にあった「オリジナルクオリティ」の英文が消える)し、9月上旬には缶製品で先行して変更された本格感、品質感を強化したデザインが瓶製品にも採用され、オーバルのバナーの下中央のこれまで円弧だった「キリンラガービール」の部分が缶のデザインイメージに変更された。
- 大手メーカーが通年販売しているビールの中では最も苦味を示す数値（IBU）が高い。

サッポロのヱビスビールもIBUで言えば同程度だが、ヱビスは麦のうまみも強く出ているため、副原料を使用している本商品のほうがより強く苦味を感じるとされている。
キリンクラシックラガー ☆
昭和40年代頃の「キリンビール」（当時名称）の味を再現した、昔ながらの熱処理醸造ビール。2001年（平成13年）7月より発売。アルコール度数は4.5パーセント。
キリン一番搾り生ビール（ただし、「一番搾り 糖質0」等の一部の商品は☆）
一番麦汁だけを使ったビールで、ドライ戦争以降の主力商品となった。ブランド別ビール類販売数量順位において、2008年第3位、2009年上半期第3位。アルコール度数は5.5パーセント。2009年（平成21年）3月のリニューアルで麦芽100%のオールモルト生ビールに変更され、アルコール度数は5パーセントに引き下げられた。
一番搾り スタウト
一番搾り製法で作られた黒ビールであり、「一番搾り黒生」の実質的な後継ブランドとなる。2007年（平成19年）9月19日発売。麦芽100パーセントのオールモルト生ビール。当初は日本のスタウト定義は満たしているが、本来のスタウトとは異なり下面発酵であった。2013年2月6日にリニューアルが行われ、上面発酵酵母に変更することでコクや香りを高めたほか、ロースト麦芽とカラメル麦芽の配合を調整したことで、飲みやすさの中にもより本格感のある味わいに変更され、パッケージの基本デザインも通常の一番搾りと統一された。先代の一番搾り黒生が発売された1998年（平成10年）以来10年ぶりの黒「ビール」の新商品である。ラインナップは350ml（缶）、334ml（小瓶）、7ℓ（業務用）、15ℓ（業務用）が存在。
キリンビール 晴れ風 ☆
2024年（令和6年）4月2日より発売。レギュラー価格帯の商品としては希有の麦芽100%熱処理ビール。熱処理ビールでありながら軽やかですっきりとした飲み口を身上としている。
スプリングバレー ☆
1870年にウィリアム・コープランドが開設した、キリンビールの源流となった醸造所「スプリングバレーブルワリー（コープランドビール）」の精神を受け継ぐものとして開発・醸造されたクラフトビールブランド。当初は、横浜工場内のブルワリーパブの店舗名称であったが、のちにクラフトビール提供レストランとして全国各地に展開した際に店舗と商品のブランド名となった。2021年（令和3年）3月には「スプリングバレー・豊潤＜496＞」がホームタップボトル・缶飲料として大量生産を開始。2022年9月からは「スプリングバレー・シルクエール＜白＞」を大量生産のラインアップに追加した。なお、店舗では、限定商品として他のテイストの商品も販売している。

#### 瓶・樽のみ販売
ハートランドビール
特徴的な緑色の瓶の麦芽100パーセントのオールモルト生ビール。なお、瓶のどこにも「キリン」製品であることの存在はない（ただし、ネックラベルには社名などの記載あり）。商品のシンボルデザインは元麒麟麦酒社員で漫画家のしりあがり寿との説が出回っているが、彼が行っていたのはマーケティングであり、実際はニューヨーク在住（発売当時）のクリエイター、レイ吉村によるものである。かつては缶ビールも存在していた。

#### 限定醸造ビール
キリン秋味 ☆
秋季限定ビールで、サッポロビールの「冬物語」と共に季節限定ビールの定番である。麦芽の使用率はキリンラガービールの約1.3倍で重厚でまろやかなコクが特徴的。1991年（平成3年）から、毎年秋季に発売。アルコール度数は6パーセント。熱処理醸造ビール。
キリンアイスプラスビール ☆
夏季限定商品。2011年7月27日よりコンビニエンスストア限定で350ml缶を発売。翌2012年には小瓶を追加し、量販店や飲食店にも供給された。「氷を入れて飲む」というコンセプトのエールビールで、上面発酵酵母とカスケードホップ、乳糖を使用している。

### プレミアムビール
グランドキリン（GRAND KIRIN） ☆
2012年（平成24年）6月19日よりセブン-イレブンにて先行発売。アルコール度数6パーセント。330mlのワンウェイびんのみのラインナップ。独自の「ディップホップ製法」を採用している。
キリンブラウマイスター ☆
1993年（平成5年）から発売されているプレミアム（高級）ビール。従来は基本的に飲食店のみに供給し、一般向けには期間・数量限定で販売していた。その後2006年（平成18年）11月22日から一般向けに通年販売を行うようになったが、2008年（平成20年）8月からは再び飲食店向け専用商品となった。アルコール度数5.5パーセント。

### 外国ビール
ブルックリン ☆
米国ブルックリン・ブルワリー社から輸入およびライセンスを受けて生産・販売している。

### 発泡酒
淡麗極上〈生〉（旧・麒麟淡麗〈生〉）
1998年（平成10年）から発売されている、キリン初の発泡酒。発泡酒で売り上げNo.1を誇る。ブランド別ビール類販売数量順位において、2008年第4位、2009年上半期第4位。2011年（平成23年）2月にリニューアル。味覚をさらにブラッシュアップ。2015年（平成27年）2月に大幅リニューアルを行い、名称を「淡麗極上〈生〉」に変更した。
淡麗グリーンラベル（糖質70%オフ）
2002年（平成14年）に発売された、糖質オフの発泡酒。サントリー・ダイエットと共にこのジャンルの先駆けである。ブランド別ビール類販売数量順位において、2008年第7位、2009年上半期第8位。
CMキャラクターにはザ・ドリフターズのメンバーに似た外国人そっくりさん（人材探しはかなり難航したそうである）を起用したが、その後「本物」のメンバー志村けんが登場した。しばらくはこの6人で固定されていたが、2009年（平成21年）9月のCMにマドンナ役として高橋マリ子が登場し新展開を見せていた。2010年（平成22年）1月、｢GREEN HEART｣をキャッチフレーズにした新CMに変更され、嵐の大野智、相葉雅紀、松本潤が起用されている。
2011年（平成23年）2月にリニューアル。淡麗グリーンラベルらしさをさらにブラッシュアップしてカスケードホップを使用する。CMは嵐の3人に加え二宮和也も出演。
発売10周年を迎える2012年より櫻井翔も加わり、嵐のメンバー全員がCMに出演することになる。翌2013年まで嵐のCM出演が続いた（2014年から出演CMが「一番搾り」に変更）
淡麗プラチナダブル
2014年（平成26年）9月2日発売開始。プリン体0.00㎎（100ml当たり）、糖質0%、アルコール5.5%の発泡酒。
キリンゼロ>生<
2008年（平成20年）2月20日に「麒麟ZERO」として発売開始。糖質0%、アルコール3%、カロリーオフ。500mℓ缶あたりのエネルギーは約95kカロリーと既存の発泡酒の中で最も低く、同社の麒麟淡麗〈生〉の500mℓ缶あたりのエネルギーの半分以下となっている。CMキャラクターには反町隆史と相武紗季を起用。
2010年（平成22年）3月3日に大幅リニューアルを行い現在の名称に変更された。リニューアル後のCMには反町と藤原竜也、長谷川潤が出演している。

### 新ジャンル（第3/第4のビール） → 発泡酒②
キリンのどごし>生<
2005年（平成17年）4月発売。麦や麦芽を一切使わず、「大豆たんぱく」を味の決め手に使用（一部では「ソイ（大豆）ビール」との見方もある）実際のアルコールは液糖がメイン、着色料を使わずに色付けとアミノ酸を合成する「ブラウニング製法」は特許を取得した。「その他の醸造酒（発泡性）①」に分類される、いわゆる新ジャンル「第三のビール」と呼ばれるアルコール飲料であるが、2023年10月1日施行の酒税法改正に伴い、「発泡酒②」に変更となった。ブランド別ビール類販売数量順位において、2008年第2位、2009年上半期第2位で、2005年4月以来、新ジャンル製品の売り上げ第1位を保っている。2006年1月下旬（大豆たんぱくを増量し、飲みごたえときめ細やかな泡を強化）と2007年2月（ブラウニング製法におけるアミノカルボニル反応を促進させることで、飲みごたえをアップするとともに色度も向上させ、発酵条件を最適化することで香りとすっきり感を強化）と2008年1月下旬（ホップの配合を変更するとともに、発酵条件を最適化することで、のどごしの良さを強化）と2010年6月中旬（ブラウニング製法を進化させ、それぞれの原料を最適な条件下で仕込むことにより、うまみを最大限に引き出すことに成功）と2012年5月上旬（カスケードホップを新たに採用するとともに、ブラウニング製法をさらに進化させ、より爽快な味と香り、雑味が少ない後味を実現し、ゴクゴク飲めるのどごしの良さを強化）と2013年2月上旬（酵母をより元気にして発酵させる「フレッシュ酵母製法」を新たに採用し、うまさとのどごしに磨きをかけた）と2014年1月下旬（ブラウニング製法をさらに進化させ、過去最高ののどごしを実現した）に味のブラッシュアップを行っているが、2005年の発売開始以来、缶のデザインを基本的に変更していない（背景の液体や泡を数回にわたってより写実的にしたり、2014年に太鼓判・ロゴの擦れが無くなったり、下部にKIRINのロゴや「お酒」マークを入れるなどの修正は行われている）のも人気の理由である。CMのテーマソングは宮川泰作曲の巨泉×前武ゲバゲバ90分!のテーマを、キャラクターには、お笑いタレントの山口智充（DonDokoDon）を発売当初から2014年初頭までの9年にわたって起用。山口の共演者は、2007年（平成19年）は女優の池脇千鶴、2008年（平成20年）はお笑いコンビのチュートリアル、2009年（平成21年）は女優の香椎由宇、2011年（平成23年）はタレントの木下優樹菜、2012年（平成24年）はお客様夫婦役として眞島秀和と京野ことみが出演。2014年（平成26年）は俳優の堺雅人を起用、「旨杉夫（うますぎお）」というキャラクターを演じる。CM曲はサンダーバードのテーマ曲。
キリン のどごしZERO（旧・キリン のどごしオールライト）
「リキュール（発泡性）①」 → 「発泡酒②」に分類。2015年（平成27年）1月27日発売。プリン体0㎎・糖質0㎎・カロリーオフを実現。当初はのどごしオールライトの商品名だったが2016年（平成28年）のリニューアルより現在の商品名となった。
本麒麟
「リキュール（発泡性）①」 → 「発泡酒②」に分類。2018年（平成30年）3月13日発売。原材料となるホップに同社のキリンラガービールと全く同一のドイツ産ヘルスブルッカーホップが採用され、さらに製法には通常製品の約1.5倍の長期低温熟成を採用している。アルコール度数は6%。CMキャラクターに江口洋介、および杏、岩田剛典、タモリを起用。
冬麒麟
「リキュール（発泡性）①」に分類。2010年（平成22年）10月6日発売。2009年まで発売していた「白麒麟」（発泡酒）に代わって登場した新しい冬季限定醸造の銘柄である。
キリン濃い味>糖質0<
「リキュール（発泡性）①」に分類。2011年（平成23年）2月23日発売。東日本大震災の影響で販売休止となったが本商品は製造再開の形ではなく改めて2011年（平成23年）6月22日に再発売した。カラメル麦芽やアロマホップや大豆たんぱくを使用し、独自技術を駆使してコクの深さを実現しながら、アルコール度数を抑えることにより、カロリーオフ・糖質ゼロを実現。再発売よりCMには森三中を起用していたが、2012年2月のリニューアルに伴い尾野真千子に変更。さらに2013年3月のリニューアルで、明石家さんまが次述の「濃い味デラックス」と一緒にCMキャラクターに起用された（なお、<糖質0>のCMには内山信二も共演している）。

### ノンアルコール・ビールテイスト飲料
キリンGREEN'S FREE（グリーンズフリー）
2020年（令和2年）4月3日発売。香料・人工甘味料を無添加、米発酵エキスを使用したビールテイスト飲料。
キリン カラダFREE（カラダフリー）
2019年（令和元年）10月15日発売。「お腹まわりの脂肪を減らす」と言われる熟成ホップエキスを使用した機能性表示食品で、パーフェクトフリーの実質的後継商品。
キリン零ICHI（ゼロイチ）
2017年（平成29年）4月11日発売。既存の主力ビール「一番搾り」とほぼ同様の「一番搾り製法」が用いられており、麦のうまみを丁寧に引き出すとともに人工甘味料や苦味料を一切使用せず、限りなくビールに近い上質な味わいを実現した。
パーフェクトフリー
2015年（平成27年）6月16日発売。原料に脂肪の吸収を抑え、糖の吸収を穏やかにする難消化性デキストリンを加えた「機能性表示食品」（特定保健用食品と同様に特定の保健の目的が期待できる旨を表示するものとして消費者庁に届け出されたが、個別審査を受けていない食品）として発売。
キリンフリー
2009年（平成21年）4月8日発売。世界で初めてアルコール0.00%を実現。これまでアルコール分が含まれる飲料では不適だった運転前やスポーツ時などの状況でも、問題なく飲用できる。CMにはクルム伊達公子、瑛太、古閑美保を起用し、キリンビール製品のCMで初めてハイビジョンで制作されている。当初は350ml缶と330ml瓶のみの販売だったが、同年9月に500ml缶および500ml瓶が追加。2009年（平成21年）12月上旬製造品より中味のリニューアルを行った。また2010年12月上旬製造品より麦芽100%麦汁を使用したものに大幅リニューアルされた。2017年9月を以って製造終了。現在は在庫のみの販売となっている。

### チューハイ・カクテル
キリンブランドのチューハイ・カクテル。基本はキリンディスティラリーとメルシャンが製造。麒麟麦酒やキリンビバレッジが製造する場合もある。
キリン氷結
焼酎ではなくウオツカベース。2001年7月の発売当初は「キリンチューハイ 氷結果汁」という商品名であったが、商品名に対する主婦連合会など消費者団体からのクレーム（缶デザインを含めた清涼飲料との誤認、表示についての果汁飲料との整合性の問題など）が相次ぎ、2002年（平成14年）3月13日のプレスリリースで商品名を「キリンチューハイ 氷結」に変更した。2013年4月のリニューアルで商品名から「チューハイ」が取れ「キリン氷結」に改められた。
〈スタンダードシリーズ〉
- シチリア産レモン
- グレープフルーツ
- 青ウメ（2012年2月29日にウメからリニューアル）
- 柚子

〈ストロングシリーズ〉（2011年3月2日のリニューアルで糖類ゼロに変更（グレープフルーツは2010年11月10日に別商品として発売し、リニューアル時に従来品と統合）。2012年2月に再びリニューアル）
- ストロング シチリア産レモン（アルコール8％）
- ストロング 完熟グレープフルーツ（アルコール8％）
- ストロング ドライライム（アルコール8％。2011年9月28日・2012年9月19日発売の期間限定品）

〈糖質50%オフシリーズ〉
- 早摘みレモン

〈ZEROシリーズ〉
- シチリア産レモン（糖類ゼロ）
- グレープフルーツ（糖類ゼロ）

〈やさしい果実の3%〉（東日本大震災の影響により当初の2011年4月発売より延期、同年6月29日発売）
- ふわっと香る赤ぶどう
- ふわっと香るピンクグレープフルーツ

〈旅する氷結シリーズ〉（2017年3月21日発売の新シリーズ）
- マンマレモンチーノ
- アップルオレンジサングリア
- カリビアンモヒート

〈季節限定シリーズ〉
- アップルヌーボー（2002年、2003年、2006年-2009年、2011年冬限定）2009年は「氷結スペシャル 林檎＆シードル」としてリニューアル
- パイナップル クーラー（2004年から2008年まで夏限定発売）
- ゴールドキウイ クーラー（2007年、2008年夏限定発売）
- 早摘みアセロラ〈糖質50%オフ〉（2007年夏限定発売)
- 早摘みマンダリン〈糖質50%オフ〉（2007年、2008年春限定発売）
- ピーチ（2010年春限定発売）
- 凍結梅酒&ソーダ(2010年4月発売　初夏限定)「氷結スペシャルシリーズ」のひとつ
- ルビーグレープフルーツ(2010年6月2日発売　夏限定)
- ゴールデンパイナップル(2011年7月13日発売　夏限定)

キリン本搾りチューハイ
- レモン
- グレープフルーツ
- オレンジ
かつてメルシャンが「本搾りチューハイ」シリーズとして発売していた商品の後継品にあたる。2011年12月にリニューアル

キリンコーラショック
コーラフレーバーにウォッカをブレンドした高炭酸リキュール。2010年3月（ゼロは5月）・2011年7月13日にリニューアル。2012年3月に通年販売を終了し、2012年6月13日よりレギュラーのみ夏季限定品として発売。
キリン香りまっこい梅酒ソーダ割り - 2011年9月21日発売。
- 香りまっこい梅酒ソーダ割り
- 香りまっこい梅酒ソーダ割り ゆず仕立て

キリンワインカクテル ワインスプリッツァ
- 白 - 2012年2月8日発売
- ロゼ - 2012年5月9日発売
- サングリア - 2012年10月24日発売、期間限定

キリン白ハイボール〔クリアボディ〕
2012年9月26日発売
キリンチューハイ ビターズ
2014年6月10日発売
- ほろにがグレープフルーツ
- ほろにがレモンライム
- スパイシージンジャー

キリンバタフライ
2015年3月10日発売。アルコール1%、250ml缶で展開。同年6月をもって、製造終了
- 気楽にいこう!アップル
- ゆけ、ゆけ!ジンジャー
- のんきに紅茶

スミノフアイスシリーズ
イギリスのディアジオが日本における販売代理店契約をサッポロビールからキリンに変更し、2009年6月より取り扱い開始。製造は韓国（当初はジャパンフーズ）に委託している。
- アイス
- アイスドライ
- アイスエクストラ
- アイススパイス

ICE BOXカクテル（業務用）
森永製菓と共同開発

#### ノンアルコール・チューハイ
キリンノンアルコール・チューハイ ゼロハイ氷零
アルコール度数0.00%のチューハイテイスト飲料。2014年5月20日にリニューアルし、名称が「ゼロハイ氷零」になった
- シチリア産レモン - 2012年7月18日発売
- グレープフルーツ - 2012年8月28日発売

### ウイスキー・ブランデー
キリンディスティラリー製品
- ロバートブラウン - 1974年発売。同社のオリジナルウイスキーとしては最古の銘柄となる商品。2024年に発売50周年を迎えた。
- 富士山麓 Signature Blend（シグニチャーブレンド） - 2017年4月27日発売。上記の富士山麓 樽熟原酒50°の上位商品。当初は富士御殿場蒸溜所、およびDRINX専売商品だったが2018年8月21日より販路を全国に拡大し、レギュラー商品に昇格した。
- 富士 - 2020年5月発売。同社オリジナルの本格ジャパニーズ・ウイスキーであり、先述の富士山麓 Signature Blendの上位商品となる。発売当初はシングルグレーンウイスキーのみの商品展開だったが、2022年にはブレンデッドウイスキーが発売され、更に2023年にはシングルモルトウイスキーが発売された。
- 陸 - 2020年5月発売。2019年3月に終売となった富士山麓 樽熟原酒50°の事実上の代替商品。発売当初はハイボール用に最適化されていたが、2022年の全面改良に伴い、ハイボールのみならず、ストレートやオン・ザ・ロックも楽しめるように原酒のブレンドが大幅に見直された。原酒の比率はグレーン原酒中心のブレンドとなっており、限りなくアメリカン・ウイスキー（主にバーボン）に近い風味が特徴。
- オーシャンラッキー ゴールド - 2011年7月27日発売。後述するオークマスター樽薫る同様、メルシャンより商標を継承したハイボールとの相性を高めた大容量ペットボトル専売商品。操業を停止したメルシャン軽井沢蒸留所の在庫がなくなり、オーシャンラッキーの後継として御殿場蒸溜所製のゴールドを発売。
- キリン ブランデーV.S.O
- キリン ブランデーV.S.O.P
- キリン ブランデーX.O

輸入品
- シーグラムセブンクラウン
- クラウン ローヤル
- フォアローゼズ（プラチナ/シングルバレル/ブラック/レギュラー）
- ヘンリー マッケンナ
- ロイヤル・ロッホナガー12年
- ザ・シングルトン（12年/18年）
- ジョニー・ウォーカー（ブルーラベル、およびスイング、ジョン・ウォーカー キング・ジョージ5世を除く全商品）
- ホワイトホース（ファインオールド/12年）
- I.W.ハーパー
- J&B

### スピリッツ・リキュール
ジン
- ギルビーズ ジン 37.5%
- ギルビーズ ジン 47.5%
- バーネット ジン 40%
- バーネット ジン 47%
- ブードルス ブリティッシュジン
- シーグラム ジン

ウォッカ
- ギルビーズ ウォッカ 37.5%
- ギルビーズ ウォッカ 45%
- ニコライウォッカ 40%
- ニコライウォッカ 50%
- キリンウォッカ 50%
- スミノフウオッカ

ラム酒
- マイヤーズラム（オリジナルダーク）
- マイヤーズラム プレミアムホワイト
- キャプテン・モルガン

テキーラ
- オルメカ レポサド
- オルメカ ブランコ
- オルメカ アネホエクストラエイジド

リキュール
- ベイリーズ アイリッシュクリーム
- ゴディバ チョコレートリキュール
- ゴディバ ホワイトチョコレートリキュール
- ラ・デュセス レッドカシスリキュール
- キューゼニア
  - クレーム ド カシス 16%
  - クレーム ド カシス 20%
  - バハナジャングル
  - ピーチボーイ
  - ピーチリキュール
  - オレンジキュラソー
  - トリプルセック
  - アプリコットブランデー
  - クレーム ド フランボワーズ
  - ブルーキュラソー
  - クレーム ド ストロベリー
  - クランベリー
  - パッションフルーツ
  - グレープフルーツ
  - グリーンティ

- オリジナル・ピーチツリー
- オリジナル・アップルバレル
- 貴妃（カイフェ）ライチ
- サワーアップルパッカー
- キリンサワーベース25
- 氷結21° ストレート
- 牛乳で飲むお酒 イチゴ
- ブランデーベースリキュール 果実の酒用パック
- 皮ごこち 
  - レモン
  - アップル

カクテルコンク
- 爽やか果実
  - 巨峰酒
  - ピーチ酒
  - あんず酒
  - ライチ酒
  - グレープフルーツ酒
  - ゆず酒

カクテルイージー
- モスコー・ミュール
- カシス・ソーダ
- スーパーウメッシュ
- ジン・トニック

## 過去に存在した商品
限定商品の中には一部2009年現在発売中のもの、もしくは発売予定のものも含まれている。

### ビール
- キリンライトビール（1980年 - 1999年） - 詳細なマーケティングを行わないまま「アメリカで低アルコール飲料が流行している」「ウォークマンのように手軽さや軽さを打ち出した商品が人気となっている」などの安易な理由で投入されたが[20]、当時の日本人の嗜好とは合致せず大失敗に終わった[21]。またこの路線に拘りすぎたことで2001年の国内首位陥落を招いたとされる[21]。この失敗以降、消費者の意見を重視し、既にあるブランドを活用する路線に転換した[21]。
- ビール工場（1991年6月 - 1999年） - 当初は「できたて出荷」として、予約販売していたが、翌年から店頭販売が開始された。1997年以降は、キリンドラフトの後継製品として、通年販売になったものの、最終的に生ビールに仕様変更された既存のキリンラガービールに統合され、そのまま販売終了となった。
- キリン黒ビール（1919年 - 1998年） - ラガーと同様に、1996年より生ビールにリニューアルされた。長い歴史を誇っていたが、一番搾り黒生の発売に伴い販売終了となった。
- キリンドライ〈生〉（1988年 - 1989年） - 競合商品のアサヒスーパードライ（以下スーパードライ、1987年 - 現在）に対抗するため投入されたドライビールだったが、結果的に販売実績でスーパードライに大きく水をあけられ、1990年に発売を開始した一番搾り生ビールに統合される形でそのまま販売終了となった。
- キリン生ビール（消費者向け・1983年 - 1989年、業務用樽生・1980年? - 1995年） - 当初は缶のみの販売。1985年以降より瓶入りも加わる。1989年にファインドラフトにリニューアル。
  - キリン生A（1983年 - 1984年） - ワンウェイ瓶タイプ。びん生の発売に先立ち販売終了。
  - キリンビヤシャトル（1983年 - 1984年） - その名の通り、スペースシャトルを模したプラスチック製のビヤ樽。
- キリンファインモルト〈生〉（1988年 - 1991年） - オーストラリア産麦芽を使用していた麦芽100%生ビール。
- キリンハーフ&ハーフ〈生〉（1989年 - 、1996 - 1998年）
- キリンモルトドライ〈生〉（1989年） - その名の通り、麦芽100％のオールモルトドライビール。当初から販売不振だったため、先述のキリンドライ〈生〉と共に製造・出荷終了。
- ファインドラフト（1989年 - 1990年） - キリン生ビールの後継製品。酸素を食べる「FD酵母」を採用していた。
- ファインピルスナー〈生〉（1989年 - 1993年） - ピルスナー・ウルケルと提携して発売した本格的なピルスナー。
- キリンクール（1989年） - カロリー20%オフ、苦味50%オフを売りにしていたが、コクや飲み応えに乏しく、売れなかった。
- キリンドラフト（1990年 - 1996年） - 上記のファインドラフトの後継商品。一番搾りおよびビール工場が実質的な後継製品となった。
- マイルドラガー（1990年 - 1993年?） - 緑色の瓶が特徴的でソフトな苦みを持ったビール。関東地区のみの限定販売。
- ゴールデンビター（1992年） - 熟成ホップを多めに使用して、強めの苦味を引き出していた。
- 日本ブレンド（1993年 - 1994年） - 副原料の米を多めに配合したビール。
- キリン冬仕立て（冬季限定 1993年 - 1994年[22][23]） - 「秋味」に続く季節限定商品の第2弾として発売されたが、サッポロビールからのクレームにより製造終了を余儀なくされた[注 8]。
- シャウト（1994年） - 炭酸が通常のビールより高めのビール。
- キリンアイスビール（1994年） - キリンブランドだがバドワイザーのOEM。
- 春咲き生ビール（春季限定 1995 - 1996年）
- 太陽と風のビール（1995年のみ。製造工程における雑菌混入がもとで絶版。）
- 自由時間のビール（1996年）「太陽と風のビール」の後継商品。
- ニュー・キリン なめらか〈生〉（1996年 - 1997年）
- LA2.5（アルコール分2.5% 1997 - 1999年） - サウンドロゴは「飲酒運転は法律で禁じられています」と公表していた。
- KB（2001年） - 若者をターゲットに開発されたビール。味はドライ系だった。立ち上がった麒麟「立ち麒麟」をブランドキャラクターに採用。
- ラガースペシャルライト（1999年 - 2000年） - 糖質50％オフの機能系ビール。デザインは大正時代のラベルをベースにしていた。ラガーブランドを冠していたが、通常のラガーとは大きく異なる味だった。
- キリンオールモルトビール 素材厳選（2000年）
- キリン21世紀ビール（2000年） - パッケージデザインに山本容子、田中秀幸、326を起用し、数量限定発売。
- ラガーブルーラベル（2003年 - 2005年8月） - ラガースペシャルライトの後継商品として投入された糖質オフタイプのビール。
- ピルスナー・ウルケル（ - 2007年2月） - 2007年2月23日以降は日本ビールが輸入。
- 一番搾り黒生ビール（1998年 - 2007年9月） - 「一番搾り スタウト」と入れ替えで生産終了（実質的にはリニューアル）。
- キリンスタウト（1932年 - 2008年8月） - 「一番搾り スタウト」とは異なり、上面発酵の本格的なスタウトビールで、通の評価も高かったが、「一番搾り スタウト」発売の影響で、長い歴史に幕を下ろした。
- 一番搾りの限定品（晩秋・初冬の季節限定で2002年から毎年発売されている、いずれも夏に収穫したばかりのホップを凍結させた上で使用している）
毬花一番搾り（2002年と2003年の秋季・初冬限定、「毬花」はホップの別称で、「国内産ホップ使用」と缶に表記されていた）
とれたてホップ 一番搾り（2004年 - 2006年の秋季・初冬限定、上記を改名して発売、岩手県遠野産のホップを使用している）
一番搾り とれたてホップ（2007年 - 2009年の秋季・初冬限定、3度目の改名発売）
- キリン・ザ・ゴールド（2007年3月 - 2009年2月） - 一番搾りが発売された1990年以来17年ぶりに発売された大型新商品（当時）、ならびにキリンビール創業100周年記念商品。しかし一部改良を実施した2年目以降は販売が低迷し、最終的に麦芽100%のオールモルト生ビールに大幅刷新された「一番搾り生ビール」と機能統合するため、2009年3月をもって生産終了となった。
- NEWS BEER（1980年代） - CMでは「ニューズビア」と発音していた。キリン・シーグラム（当時）のウィスキー、「NEWS」の姉妹品。

### 復刻ビール
いずれも、キリンビールの設立100周年記念として、2007年上期の限定醸造。昭和のものは、キリンクラシックラガーとして定番商品化されているが、明治・大正のものは後述のとおり、1988年（昭和63年）のキリンブランド生誕100周年（1世紀）キャンペーン以降、キャンペーン時に限定醸造されることもあった。
- 復刻ビール〈コープランド〉

創立100周年記念キャンペーンプレゼント向け限定醸造。非売品。前身企業「スプリング・バレー・ブルワリー」で1870～1880年代に醸造された「ラガービール」（天沼ビアザケ）を復刻。2007年4月6日までプレゼントキャンペーンを展開。当選者分のみ横浜工場で限定醸造。
- キリン復刻ラガー
  - 明治

1888年（明治21年）に発売されたキリンブランドの初代ラベルを復刻。重役の一人、ドイツ人、H. ベールのデザイン。キリンは斜め正面の角度で、現在よりも小さく描かれており、朝陽を浴びて、駆け出そうとしている。
  - 大正

ラベルは、1906年（明治39年）に日露戦争の凱旋を記念してつくられたもので、ワッペン型をしているのが特徴。大正時代の中ごろまで使用されていたもの（当時は、1889年から1942年頃まで修正しながら使用され、現在のラベルの原型となったラベルと併売されていた）

いずれも2006年12月から2007年2月のみの期間限定品。キリンブランド生誕100年キャンペーン（1988年）、およびキリンブランド生誕110年キャンペーン（1998年）の際にプレゼント賞品として限定醸造されたものを販売した。原材料は、「明治」が麦芽、ホップ。「大正」は麦芽、ホップ、米をそれぞれ使用。アルコール度数は約5%。「明治」は麦芽とホップの香りが豊かで、ホップの苦みがきいた重厚な味わいが特長の麦芽100%ビール。「大正」は、副原料に米を使用したブレンデッドビールであり、英文商品名は「LAGER BEER」ではなく「PILSENER BEER」と称している。コクの強い芳醇な味が特長。「昭和」時代のものは、今日の「キリンクラシックラガー」として定番化されている（ただし、昭和40年代前後のラガーの風味を再現したもので、ラベルの意匠は1965年 - 1983年頃のラベルの意匠を基本に現代風にアレンジしたものが使用されている）。
2007年（平成19年）7月までは、各地の工場で実施されている「キリンの100年・ビールの100年展示企画」の特別企画として、工場見学会予約者のうち先着者のみ、明治期のラガービール（横浜工場はコープランド時代のビール）を試飲することができた。
- ラガー・ザ・セレクション 〜明治・大正・昭和・平成〜

2000年記念特別限定販売として1999年（平成11年）12月から2000年（平成12年）2月までの限定醸造販売。いずれも瓶のデザインは現行のキリンラガーと全く共通のデザインを用いており（ただし、いずれも中瓶のみ）、平成（現行）のキリンラガーを除き今回はラベルデザイン（完全な復刻ではない）と中身だけの復刻となった。
- キリン明治のラガー/キリン大正のラガー

麒麟麦酒/キリンビールのブランド生誕120周年記念として、2008年（平成20年）12月10日から限定醸造販売。前回の110周年およびラガー・ザ・セレクションは瓶ビール（中瓶）のみだったが、今回は、キリン創立100周年同様、缶ビールで発売。
- キリン復刻ラガー<明治>/キリン復刻ラガー<大正>

前回2008年版の復刻ラガーの評判に応えて、2009年（平成21年）11月25日より限定醸造販売。缶の意匠は2008年版と若干異なっている。今回は350mlの缶ビールのみの発売。

### プレミアムビール
- マインブロイ（1976年 - 1991年） 
キリン初のプレミアムビール。長期熟成を売りにしており、黒っぽい緑色の専用瓶を採用していた。
- キリンプレミアムビール（1991年）
『一番搾り』と同様、一番搾り麦汁を使用した熱処理醸造のプレミアムビールで、「ヱビスビール」に対抗する形で発売。
- ビール職人（1997年 - 2003年）
ブラウマイスターが業務用樽生のみとなるため、後継商品として登場した一般市場向けプレミアムビール。商品名はブラウマイスターに由来する（ブラウマイスターはドイツ語でビール職人の意)。前述の「本麒麟」が発売されるまではサウンドロゴを一回も流さない唯一のCMでもあった。
- キリン ニッポンプレミアム　（2007年7月11日発売 - 2009年2月）
関東、九州産の大麦麦芽と岩手、秋田、山形産のホップを使用した純国産の原材料にこだわった熱処理醸造による麦芽100パーセントのプレミアムオールモルトビール。アルコール度数は5.5パーセントで麦芽に含まれるアミノ酸は同社の既存のビールのおよそ2倍。なお、ラインアップは缶（350ml・500ml）および中瓶（500ml）であった。

### チルドビール
無濾過・麦芽100パーセント・冷蔵（チルド）配送のビール（通常のビールは容器に詰める前に濾過をする）。無濾過のため生きた酵母がビンの中に入っている。また、賞味期間が60日（「ザ・プレミアム・無濾過＜リッチテイスト＞」は90日）と通常のビールよりも短く設定されている。製法は、「一番搾り 無濾過〈生〉」と同様で日本のビールには珍しい上面発酵を用いていた。初代製品であるまろやか酵母の発売当初はセブン-イレブン限定であったが、その後拡販された。配送の関係上沖縄県では販売されていない。なお、ラベル上面のシンボルロゴは「豊潤」を除いて発売当初はCB(Chilled Beer)を冠したものだったが、2007年（平成19年）春からはKIRIN'S PREMIUMに変更され、「ザ・プレミアム・無濾過＜リッチテイスト＞」はTHE PREMIUM MUROKAを冠したものに変更された。ビール通には根強い人気があったが、保管時は冷蔵が必要で、製造にも取り扱いにも手間とコストがかかることから、一般向けには売り上げは伸びず、最後に残ったザ・プレミアム・無濾過＜リッチテイスト＞も2010年3月をもって出荷停止となり、チルドビールシリーズは幕を閉じた。
- まろやか酵母（2002年7月（全国販売は2003年3月） - 2008年3月）
2002年に発売されたチルドビール第1弾。発売当初はセブンイレブンの一部店舗限定であった。スタイルはヴァイツェン。
- ラテスタウト（2003年10月から関東地区のセブンイレブンで先行発売 全国発売は2004年5月 - 2005年3月 ）
- ホワイトエール（2004年12月 - 2005年10月）
- 豊潤（2004年6月 - 2007年2月）
- ゴールデンホップ（キリンがかつてハウステンボスで出していたオリジナルビールと同名だが、同一商品ではない。 2005年10月 - 2007年9月）
- 一番搾り 無濾過〈生〉（2006年4月 - 2008年4月）
2006年からの発売で、チルドビールシリーズで唯一の下面発酵であった。当時メーカー直送のネット販売ではこれのみ沖縄県からの注文を受け付けていた。また、2007年10月31日には数量限定で「一番搾り とれたてホップ 無濾過〈生〉」が発売された。
- グランドエール （2007年3月 - 2008年3月）
「豊潤」販売終了の後をうけ2007年春に発売された。
- ザ・プレミアム・無濾過＜リッチテイスト＞
第二期チルドビールシリーズの基幹商品として2008年5月28日に発売された。2010年3月をもって出荷停止となり、これによりチルドビールシリーズは幕を閉じた。
- ザ・プレミアム無濾過＜Draught（ドラフト）＞
飲食店向けの＜リッチテイスト＞の樽詰めビール。一部店舗限定で販売された。
- ザ・プレミアム・無濾過＜ホワイトビール＞
ザ・プレミアム・無濾過シリーズの限定第一弾として、2008年7月30日数量限定発売された。
- ザ・プレミアム・無濾過＜ホップの香り＞
ザ・プレミアム・無濾過シリーズの限定第二弾として、2007年限定発売された「一番搾り とれたてホップ 無濾過〈生〉」の後継品として2008年10月22日数量限定発売。
- ザ・プレミアム・無濾過＜ビアショコラ＞
ザ・プレミアム・無濾過シリーズの限定第三弾として、ビターチョコのような黒ビールを2008年12月3日数量限定発売。

### 地域限定ビール
1990年代に各社より盛んに発売されたが、次第に役割を終え、キリンでも1998年から生産を縮小していった。
- 北のきりん（北海道限定 1993年 - ）
- ビアっこ生（東北地方限定）
- 浜きりん（→浜麒麟、神奈川県限定 1991年 - ）
- じょんのび（新潟県限定）
- でらうま（愛知県、岐阜県、三重県限定） ※アサヒビールの「名古屋麦酒」と共に東海3県限定の生ビールとして人気があった。
- 関西風味（近畿地方限定 1992 - 1998年）
- 北陸づくり（石川県、富山県、福井県限定）
- 京都1・4・9・7（京都府限定）
- 神戸ビール（兵庫県限定 1997年 - ）
- 広島じゃけん（広島県限定 1995 - 1998年）
- 四国丸飲み生（四国地方限定）
- キリン九州麦酒のどごし〈生〉（九州地方、山口県限定 1995年 - ）

### 外国ビール
バドワイザー ☆
米国アンハイザー・ブッシュ社から輸入およびライセンスを受けて生産・販売していた。
ハイネケン ☆
合弁企業ハイネケンジャパン社を通じて、オランダハイネケン社から輸入およびライセンスを受けて生産・販売していた。
ギネス ☆
英国ディアジオ社から輸入およびライセンスを受けて販売していた。2009年（平成21年）5月まではサッポロビールが販売権を持っていたが、同年6月から2021年4月まで麒麟麦酒が販売を担当した。

### 発泡酒
- 小麦（2004年7月 - 2005年8月）原料の一部に小麦を使用。
- やわらか（業界で初めて乳酸菌を使用した発泡酒で、末期には矢井田瞳が歌・出演していた）（2004年11月 - 2005年10月）
- ハニーブラウン（業界で初めてはちみつを使用した発泡酒）（2003年6月から関東地区のローソンでテスト発売、2003年7月から他地区のローソンでも発売。通常販売は2004年2月 - 2005年1月）
- 常夏（2001年夏限定）“エクストラドライ”がコンセプト。
- アラスカ（2002年夏限定）氷結と同じダイヤカット缶を採用、アロマホップ100％使用。
- 8月のキリン（2003年夏限定）ニュージーランド産ホップ使用、アルコール4.5％。
- 淡麗スーパーアルファ（イオングループ限定で2004年にテスト販売。糖質60%オフとプリン体99%オフの2つが兼ね備えられているのが特徴。この特徴はその後2005年春にリニューアルした淡麗アルファに引き継がれた。）
- 淡麗アルファ（2005年春 - 2008年12月）
プリン体99%カット、糖質60%カット、後継品・淡麗W（ダブル）にリニューアルされる形で販売終了。
- 極生（2002年2月 - 2008年4月）コンビニ限定品として登場、のちにリニューアルしコンビニ以外でも販売された。容器、包装を簡素化、CMを制作しないなど、コストを極限まで抑えることで低価格を実現し話題となった。リニューアル時にCMが制作された。
- 生黒（発売当時、通年販売している発泡酒の黒はこの商品だけであった。円熟黒と入れ替えの形で販売終了）（2003年3月 - 2006年12月）
- 円熟 黒 （「生黒」と同様、通年販売している発泡酒の黒はこの商品だけであった）（ - 2008年11月）
- バディーズ（Buddy's、バドワイザーブランドで発売されていた発泡酒）
- 白麒麟（2001年から2009年まで冬限定発売）
- キリン円熟（2006年2月15日発売 - 2011年3月製造終了）コクを深くした発泡酒。アルコール度数は6%で、一般的な発泡酒よりやや高め。発売時には11年かけてこのコクを実現したと謳っていた。2008年1月下旬にはリニューアルを行い、よりコクを高め、雑味も従来品より低減した。東日本大震災の影響で販売を休止するも、第三のビールの台頭で売り上げが減少した上、第三のビールで近いコンセプトの「キリンコクの時間<贅沢麦>」も販売していることから、出荷再開を断念し、そのまま販売を終了した。
- 淡麗W（ダブル）
淡麗アルファの後継品として2009年（平成21年）2月10日発売。プリン体99%カットの上、ポリフェノールを含んだ赤ワインエキスを原材料に加えている。グループ会社のメルシャンと共同開発した製品である。淡麗プラチナダブル発売に伴い販売終了。

### 新ジャンル（第3/第4のビール）
- キリン良質素材（2007年5月 - 2008年7月）
発泡酒と大麦スピリッツを混合した「リキュール（発泡性）(1)」に分類される商品。CMキャラクターは鈴木京香と松山ケンイチ。なお、実売価格は競合商品よりも若干高めに設定されていることが災いし発泡酒との差別化が困難となったため1年余りで早々と生産終了した。
- キリンスパークリングホップ（2007年10月 - 2009年7月）
「キリン良質素材」と同様、発泡酒と大麦スピリッツを混合した「リキュール（発泡性）(1)」（「第四のビール」とも呼ばれる）に分類される商品。ビールや発泡酒、果ては新ジャンルなどのアルコール飲料離れが最近著しい20代前半～30代前半の若年の消費者をターゲットとする。CMキャラクターはウエンツ瑛士で、2008年には草刈正雄と辺見えみりも共演。缶入り（350ml・500ml）のラインアップの他にビール風新ジャンルとしては非常に珍しく、334mlの小瓶入りもラインアップに存在した。
生産終了から約3年後の2012年11月28日に、冬季限定で再度発売された。
- スパークリングホップ レッド（ - 2008年11月）
スパークリングホップをベースに、糖質20%オフを実現。期間限定販売。
- キリンスムース　（2008年9月17日発売 - 2009年2月）
アルコール4％と低く、微炭酸とホップの苦味を極力抑えたライトな（軽い）味わいが特徴。CMには瑛太と黒木メイサを起用。スパークリングホップシリーズ同様、20代前半～30代前半の若年の消費者をターゲットとしていたが、販売不振のため半年足らずで早くも製造終了となった。
- キリンホップの真実 （2009年9月9日発売 - 2010年5月製造終了）
「リキュール（発泡性）(1)」に分類。ホップの使用量を既存の商品に対し2倍に増量（当社比）。プレミアム第三のビール的な商品。CMには桃井かおりを起用。
- キリン1000（サウザン）〜ミネラルの恵み〜（2010年3月17日発売 - 2010年9月製造終了）
「リキュール（発泡性）(1)」に分類。仕込水に硬度1000の「硬水」（天然水ではない）を使用。後切れの良さと飲み飽きない後味を実現した。CMには後藤久美子を起用。
原材料（麦芽、ホップ、大麦、糖類、硫酸Mg、硫酸Ca、塩化Ca、大麦スピリッツ）、アルコール分5%。
100mlあたり栄養成分（エネルギー43kcal、たんぱく質0.2〜0.4g、脂質0g、糖質3.2g、食物繊維0〜0.1g、ナトリウム0mg、マグネシウム10mg、カルシウム1〜5mg）
- キリンストロングセブン（2008年10月22日発売 - 2011年3月製造終了）
「リキュール（発泡性）(1)」に分類。2008年（平成20年）10月22日発売。アルコール7%と新ジャンルとしては高めだが、すっきりしたクリアな喉ごしが特徴。CMには伊藤英明を起用。CMソングは中村あゆみを起用し、初期は「翼の折れたエンジェル（ストロングバージョン）」、現在は「僕が僕であるために」（尾崎豊のカバー）が使用されている。2009年（平成21年）5月にリニューアルするもその後は売り上げが減少し、東日本大震災の影響で販売を休止するも、出荷再開を断念し、そのまま販売を終了した。2018年1月23日発売のキリンのどごしストロングで7年ぶりに復活した。
- キリンコクの時間<贅沢麦>（2009年6月24日発売 - 2013年5月製造終了）
「リキュール（発泡性）(1)」に分類。2009年（平成21年）6月24日に「コクの時間」として発売。大麦とホップを多めに使用することで、新ジャンルとしては深いコクを実現している。CMには当初は元フジテレビアナウンサーの内田恭子を起用していたが、2009年（平成21年）11月より原田芳雄を起用した新シリーズを放映。2010年（平成22年）2月からは松たか子がそのシリーズCMに加わっている（原田と松はCMに登場する旅館「コク屋」の番頭と若女将という設定）。2009年（平成21年）12月製造よりリニューアル。2010年（平成22年）9月15日に再度リニューアルし上記名称に変更された。2013年2月20日発売のキリン濃い味デラックスが実質的な後継製品となっている。
- キリン本格<辛口麦>（2010年7月21日発売 - 2013年5月製造終了）
「リキュール（発泡性）(1)」に分類。2010年（平成22年）7月21日発売。高濃度の麦芽を発酵させることで、飲みごたえがありキレがある味わいを実現させた“本格辛口”。CMには舘ひろしを起用していたが、東日本大震災の影響でCMが休止になり、そのまま降板した。2013年5月14日発売のキリン澄みきりが実質的な後継製品となっている。
- キリン麦のごちそう（2012年2月22日発売 - 2013年12月製造終了）
「リキュール（発泡性）(1)」に分類。2012年（平成24年）2月22日発売。原材料に発泡酒と大麦スピリッツを使用。やわらかいうまさ（コク・麦のうまみがありながら、酸味や雑味が少なく、飲みやすい味）を新酵母の採用と独自の原材料配合により実現した。
- キリン濃い味デラックス

「リキュール（発泡性）(1)」に分類。2013年（平成25年）2月20日発売。「濃い味」糖質0の横展開商品で、チェコ産ファインアロマホップを使用し、アルコール度数は6%と高めに設定することで、強めの苦みとリッチなコクを実現している。2016年（平成28年）8月出荷分を以って終売。CMキャラクターには明石家さんまを起用していた。
- キリン澄みきり

「リキュール（発泡性）(1)」に分類。2013年（平成25年）5月14日発売。原材料に発泡酒と大麦スピリッツを使用。麦100%（麦芽・大麦・大麦スピリッツ）のうまみと、雑味のないすっきりとした後味を実現した。2013年12月上旬にリニューアルされ、麦芽・大麦の使用量を増やすことで、麦のうまみがさらに力強くなり、さらに飲み飽きないうまさを実現している。
- キリン のどごしスペシャルタイム

「リキュール（発泡性）(1)」に分類。2017年（平成29年）4月18日発売。麦100％で丁寧に造られた上質な味わいになっている。「のどごし」ブランドでは初めての麦100％通年販売商品となる筈だったが、先述の本麒麟の大ヒットにより売り上げはさらに低迷し、結果的に2018年8月出荷分を以って終売となった。CMキャラクターには波瑠を起用していた。

### ノンアルコール・ビールテイスト飲料
- キリン休む日のAlc.0.00%（2010年4月14日発売 - 2015年12月製造終了）
グループ共通で健康をテーマにした新ブランド「キリン プラス-アイ」の第1弾商品[24]。回復系アミノ酸「オルニチン」を配合している。

### チューハイ・カクテル
キリンブランドのチューハイ・カクテル
- キリンチューハイ 氷結
  - 〈スタンダードシリーズ〉
    - オレンジ（2002年 - 2004年）
    - ライム（2003年 - 2008年4月）
    - ライチ（2005年3月 - 2006年5月）
    - グリーンアップル

  - 〈糖質50%オフシリーズ〉
    - 早摘みグレープフルーツ（ - 2010年1月）

  - 〈ZEROシリーズ〉
    - アセロラ（糖類ゼロ）

  - 〈Aperitif(アペリティフ)シリーズ〉（2009年3月 - 2010年1月）
    - 白ぶどう&レモン
    - 赤ぶどう&レモン
- 〈アイスウオッカ〉
  - ウオッカ&天然水ソーダ
  - 〈プレミアムフルーツシリーズ〉
    - バレンシア スパークリング（2004年3月 - 2006年6月）
    - シャルドネ スパークリング（ - 2008年3月）
    - ロゼ スパークリング（ - 2008年3月）
    - ホワイトピーチ スパークリング（ - 2008年3月）

  - 〈季節限定シリーズ〉
    - グァバ・クーラー（2005年夏限定）
    - ラ・フランス スパークリング（2004年、2005年冬限定）
    - ベリースパークリング（2006年冬限定）
    - 早摘みマンダリンオレンジ〈糖質50%オフ〉（2007年春限定）
    - 早摘みアセロラ〈糖質50%オフ〉（2007年秋限定発売）
- 酔茶チューハイ（2004年9月- 2005年7月）
- お茶のチューハイ（2006年5月- 2006年8月） - 極度の販売不振によりわずか3か月で生産終了。
  - うまみ緑茶
  - こんがり玄米茶
- キリンカクテル スパークル（2007年9月 - 2008年5月）
  - クリア ジントニック
  - ゴールド モスコーミュール
  - ファジーネーブル

キリン初となる缶カクテルシリーズだったが8ヶ月で生産打ち切りとなった。その後はツードッグスに一本化。
- キリンギュギュッと搾ったプレミアムカクテル
  - グレープフルーツ
  - 白桃
  - 完熟パイナップル
  - 巨峰
  - マンゴーオレンジ

かつてメルシャンが「ギュギュッと搾った。」シリーズとして発売していた商品の後継品にあたる。果汁分の高さ（全フレーバー果汁50%以上）を特徴としていたが、販売価格が高い（氷結の500ml缶と同程度）ことから売り上げが減少し、2010年10月をもって製造を終了した。
- キリン夜カフェ
2011年1月19日発売。2011年1月生産終了。首都圏のコンビニで限定販売。通年販売を予定していたが、極度の販売不振により販売開始後1ヶ月経たずに生産が打ち切られた。
  - 紅茶のお酒
  - カフェラテのお酒
- キリン世界のハイボール
2010年2月10日発売。ハイボールブームに加え、キリンビバレッジ『世界のKitchenから』の好評を受け発売された商品。
  - 樽熟ウイスキーソーダ - 2011年3月製造終了。
  - 樽熟シェリーソーダ - 同上。
  - 樽熟カルヴァドスソーダ - 2010年7月7日発売。2011年2月製造終了。
- TWO DOGS（ツードッグス）
  - レモン
  - グレープフルーツ

当初はオーストラリアのメーカーで生産していた、レモンを発酵させた酒。一時ガラス片混入問題で販売を休止していたが、2007年2月に日本国内でのライセンス生産により復活した。その際、グレープフルーツも登場した。
- TWO DOGS（ツードッグス）カクテル
  - ソルティーブルドッグ
  - カシスネーブル
  - スクリュードライバー
  - サングリアフィズ
  - グレープフルーツ スプモーニ
- キリンコーラショック
コーラフレーバーにウォッカをブレンドした高炭酸リキュール。2012年3月に通年販売を終了し、2012年6月13日よりレギュラーのみ夏季限定品として発売。
  - コーラショック - 2009年7月8日発売。2010年3月・2011年7月13日にリニューアル。2012年3月に通年販売を終了し、2012年6月13日より夏季限定品として発売。
  - コーラショック ゼロレモン（ZERO & LEMON） - 「コーラショック ゼロ」として2009年10月21日発売。2010年5月・2011年7月13日にリニューアル。2012年3月販売終了。糖類ゼロ。2011年7月のリニューアルでレモンフレーバーも取り入れ名称変更。
- I.W.ハーパーハイボール - 2010年11月17日コンビニ限定発売。2011年3月23日全国発売。2012年5月販売終了。製造はジャパンフーズに委託していた。
- フォアローゼズハイボール - 2010年11月17日コンビニ限定発売。2011年3月23日全国発売。2012年5月販売終了。

永昌源ブランドのチューハイ
- 杏露酒（しんるちゅう） あんずソーダ（2006年6月- 2008年12月）
- 山（木+査）酒（さんざしちゅう） さんざしソーダ（2006年6月- 2007年4月）

メルシャンブランドのチューハイ（メルシャンが製造で、指定がないものは350ml缶・500ml缶が設定されていた）
- 本搾りチューハイ
  - レモン
  - グレープフルーツ
  - ピンクグレープフルーツ
  - オレンジ
  - ドライライム
  - はっさく(期間限定で2012年も発売された。)
  - 夏柑（2007年、2015年夏限定で350ml缶入りのみの設定）
  - 秋柑 （2015年、秋限定で350ml缶入りのみの設定）
  - 冬柑（2007年、2012年-2015年冬限定で350ml缶入りのみの設定）

現在は麒麟麦酒のグループ会社の「メルシャン」がもともと販売していたチューハイ。無香料・無着色が特徴（原材料はウオッカ+果汁のみ）。2003年1月発売。2007年7月よりキリンでの販売に移行していた。
- ギュギュッと搾った。シリーズ(すべて250ml缶入りのみの設定)
  - ギュギュッと搾った。グレープフルーツのお酒
  - ギュギュッと搾った。巨峰のお酒
  - ギュギュッと搾った。完熟パイナップルのお酒
  - ギュギュッと搾った。白桃のお酒
  - ギュギュッと搾った。オレンジマンゴーのお酒
  - ギュギュッと搾った。ブラッドオレンジのお酒
  - ギュギュッと搾った。洋梨のお酒

これももともとはメルシャンが販売していた。100パーセントジュースを除くとジュースや他のチューハイでは稀な全フレーバー果汁50パーセント以上となっているのが特徴。2007年7月よりキリンでの販売に移行していた。

### ウイスキー・ブランデー
※はメルシャンから継承した製品で、販売移管時に販売終了。※※は操業を停止したメルシャン軽井沢蒸留所製の原酒の在庫がなくなり2011年7月頃に販売終了。
- ロバートブラウン（ジュニア/スーパークリーン/スペシャルブレンド）
- ダンバー
- エバモア
- サタデー1
- サタデー2
- クレセント
- NEWS
- BAR
- Hips
- ライスウイスキー（グレーン原酒の原料に米を用いた異色のジャパニーズ・ブレンデッドウイスキー）
- ルイドール ナポレオン
- テンディスティラリー
- 軽井沢（シングルモルト17年※※/シングルモルト15年※/シングルモルト12年※※/マスターズブレンド10年※/軽井沢物語※）
- 蔦蔵（春夏/秋冬）※
- シップボトル※
- オーシャンスペシャルオールド※
- 浅間※
- オークマスター樽薫る辛口ウイスキー※※
- オークマスター樽薫る
- オークマスター森の風薫る
- オーシャンラッキー※※
- メルシャンブランデー（全商品）※
- オー・ド・ヴィー（オレンジ/フランボワーズ）※（移管前に生産中止）
- ストラスアイラ12年
- 100パイパーズ
- パスポート
- シーグラムVO（現在はペルノ・リカール・ジャパンが販売）
- シーバス・リーガル（現在はペルノ・リカール・ジャパンが販売）
- ローヤル サルート21年（現在はペルノ・リカール・ジャパンが販売）
- マーテル（コルドンブルー/V.S.O.P./ロール・ド・マーテル/エクストラ/X.O./スリースター）※（現在はペルノ・リカール・ジャパンが販売）
- エンブレム
- 富士御殿場ブランデー
- 富士山麓 シングルモルト18年
- 富士山麓 樽熟50°
- 富士山麓 樽熟原酒50°
- ボストンクラブ（無印/豊醇原酒/淡麗原酒）
- 富士御殿場蒸溜所 シングルグレーンウイスキー AGED 25 YEARS SMALL BATCH （富士御殿場蒸溜所、およびDRINX専売商品）
- 富士御殿場蒸溜所 シングルモルトウイスキー AGED 17 YEARS SMALL BATCH （富士御殿場蒸溜所、およびDRINX専売商品）

### 焼酎
メルシャンから継承した製品
- 甲乙混和焼酎
  - むぎ焼酎 しゃんしゃん
  - むぎ焼酎 ぽんぽこぽんパック（麦以外に芋も使用）
  - マイルド白楽（原料は不明）
  - 麦焼酎 よかね
- 甲類焼酎
  - 甲類焼酎 三楽（ハイチュウ/ハイドライ）

キリンブランドで発売し、2012年7月よりメルシャンに移管した製品
- 本格焼酎
  - ピュアブルー
  - かおり麦
  - まろやか芋
  - タルチョ[芋]
  - タルチョ[麦]
  - 本格焼酎 白水（むぎ/こめ）

かつてメルシャンが「白水」シリーズとして発売していた商品の後継品にあたる。
- 甲乙混和焼酎
  - 淡麗ストレート

2009年3月11日より一部地域で先行発売。キャッチコピーは「冷やし焼酎、始めます。」。イメージキャラクターにはDAIGOを起用。CMソングは一世風靡セピアの『前略、道の上より』のイントロ部分を使用している。
  - 白水マイルド
  - いも焼酎 火唐
  - いも焼酎 火唐黒
  - むぎ焼酎 火の麦

2007年7月よりメルシャンからキリンに移管され、2012年7月にメルシャンに再移管した商品
- 本格焼酎
  - 本格焼酎 八代不知火蔵（麦焼酎 どきゃん/黒ごま焼酎 黒胡宝/金ごま焼酎 金胡宝）
  - 本格芋焼酎 幻の露（白露酒造製）
  - 本場泡盛 海人の風（（資）比嘉商店製）
  - 米焼酎 エスプリ（ワイン酵母使用）
  - 麦焼酎 麦楽
- 甲乙混和焼酎
  - 黒ごま焼酎 ごまろく
  - 長期貯蔵 樽（麦と甲類のブレンド）
- 甲類焼酎
  - 甲類焼酎 三楽（瓶/PET※/BIB/熟成/特撰※/長期貯蔵/ハイ三楽※/TAKUMA/サンラックドライ/※は九州限定）
  - 甲類焼酎 ホワイトパック
  - 甲類焼酎 スーパージャイアント
  - 甲類焼酎 楽
  - 甲類焼酎 武勇伝（東北限定）

### 合成清酒
すべてメルシャンから継承した製品。2010年7月1日にメルシャンの加工用酒類・発酵調味料事業をキリン協和フーズに統合した際に一般向けの販売を終了。
- 合成清酒 森の香（メルシャンからの移行時に販売終了）
- 合成清酒 三楽
- 合成清酒 富久桜
- 合成清酒 かぶき桜
- 合成清酒 うまくち俵兵衛
- 合成清酒 鬼のいぬま
- 合成清酒 四季のたより
- 合成清酒 太助舟
- 合成清酒 風林火山

### 梅酒ほか
2012年7月にメルシャンに移管
梅酒
- キリン豊潤梅酒 - 2009年2月25日発売
- キリンかろやか梅酒（カロリー50%オフ・糖質70%オフ）- 2009年2月25日、旧かろやか梅酒からリニューアル
- もっとおいしい梅酒
- もっとおいしい梅酒 撰
- もっとおいしい梅酒 梅の実入り
- キリンまっこい梅酒- 2011年3月9日発売
- すこやか梅酒
- 梅酒ペット
- 梅酒パック
- 濃厚梅酒
- あらごしにごり梅酒

梅リキュール
- 星子2005年
- 星子2006年

その他リキュール
- あんず酒パック
- かりん酒パック
- 濃厚紫蘇酒
- 特撰紫蘇葡萄酒

### ビールテイスト飲料
- モルトスカッシュ

キリンブランド初のビールテイスト飲料でアルコールは約0.5%。同0.00%を実現した「キリンフリー」発売に伴い販売終了。
- バクラー

ハイネケン社からの輸入・販売品。アルコール約0.5%。2010年11月製造の輸入品をもって販売終了。